# Laura River (Mary River)
Der Laura River ist ein Fluss in der Region Kimberley im Norden des australischen Bundesstaates Western Australia.

## Geografie
Der Fluss entspringt in der Bailey Range, etwa 20 Kilometer südwestlich von Halls Creek und fließt nach Südwesten. Er unterquert den Great Northern Highway bei Dillinger Bore und mündet 30 Kilometer weiter südwestlich in den Mary River.

## Namensherkunft
Der Fluss wurde 1884 von G. R. Turner vermessen. Er benannte ihn nach Laura Louise Forrest, der Nichte des obersten Landesvermessers John Forrest.